# Alfred Jentzsch (Pädagoge)
Alfred Jentzsch (* 14. Dezember 1890 in Meißen; † 1983) war ein deutscher Gymnasiallehrer und -direktor.

## Leben
Alfred war der Sohn des Meißner Stadtrats und Bauunternehmers Oskar Jentzsch. Er besuchte eine Höhere Schule; studierte Naturwissenschaften an der Universität Leipzig und leistete seinen Wehrdienst ab. Jentzsch diente während des Ersten Weltkrieges als Leutnant der Reserve im Infanterie-Regiment Nr. 183 der Sächsische Armee an der Westfront, wurde mit beiden Klassen des Eisernen Kreuzes, dem Ritterkreuz II. Klasse des Albrechts-Ordens mit Schwertern sowie am 16. November 1916 mit dem Ritterkreuz des Militär-St.-Heinrichs-Ordens ausgezeichnet.
1918 wurde er mit der Dissertation Die Flußdichte im östlichen Thüringen zum Dr. phil. promoviert. Danach wurde er Studienrat und leitete von 1928 bis 1930 den Sächsischen Philologenverband. Im Anschluss war er Leiter des Leipziger Schulamtes.
Zum 1. Mai 1933 trat er der NSDAP bei (Mitgliedsnummer 2.990.561). Im Jahr 1935 wurde er Rektor der Thomasschule zu Leipzig und damit Nachfolger von Karl Tittel. Jentzsch versuchte in seiner Amtszeit HJ-Gedankengut vom Thomanerchor abzuwenden und christliche Erziehungspolitik durchzusetzen. Als Oberstudiendirektor lehrte er Mathematik, Physik, Chemie, Erdkunde und Philosophische Propädeutik. Am 15. September 1937 eröffnete er die 725-Jahr-Feier der Thomasschule im Gewandhaus zu Leipzig und verfasste das Geleitwort zu Aus der Geschichte der Thomasschule in alter und neuer Zeit. Festschrift zum 725jährigen Schuljubiläum. 
Am 26. August 1939 wurde er zum Kriegsdienst eingezogen. Er diente als Batteriechef und Oberleutnant in der Reserve-Flak-Abteilung 134 (eingesetzt in Halle, Merseburg und Essen). Als Rektor wurde er bis 1945 durch den dienstältesten Studienrat Johannes Pinckert vertreten. Am 31. Juli 1945 wurde Jentzsch fristlos durch Kontrollratsbeschluss der Alliierten aus dem Amt entlassen. Zuletzt lebte er im hessischen Bad Wildungen.

## Schriften
- Aus der Geschichte der Thomasschule in alter und neuer Zeit. Festschrift zum 725jährigen Schuljubiläum. Teubner, Leipzig 1937.
- Der Mensch nutzt die Erde. Länderkunde in wirtschaftsgeographischer Sicht. Westermann, Braunschweig 1964. (gemeinsam mit Johannes Winkler)
- Der Mensch nutzt die Erde. Eine Güterkunde in wirtschaftsgeographischer Sicht. 2. Auflage, Westermann, Braunschweig 1967. (gemeinsam mit Johannes Winkler)